# Börek

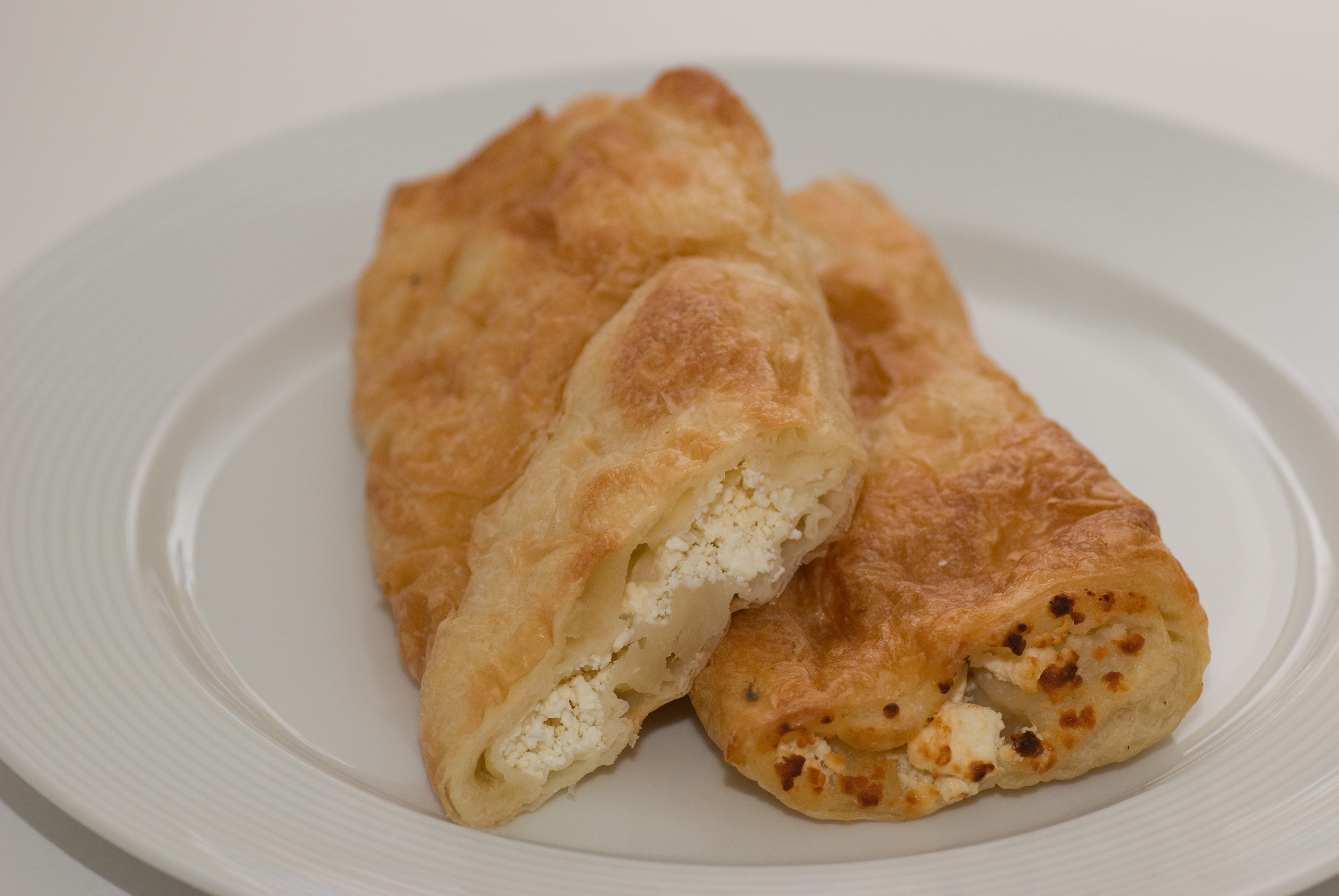
Börek cu brânză de oaie

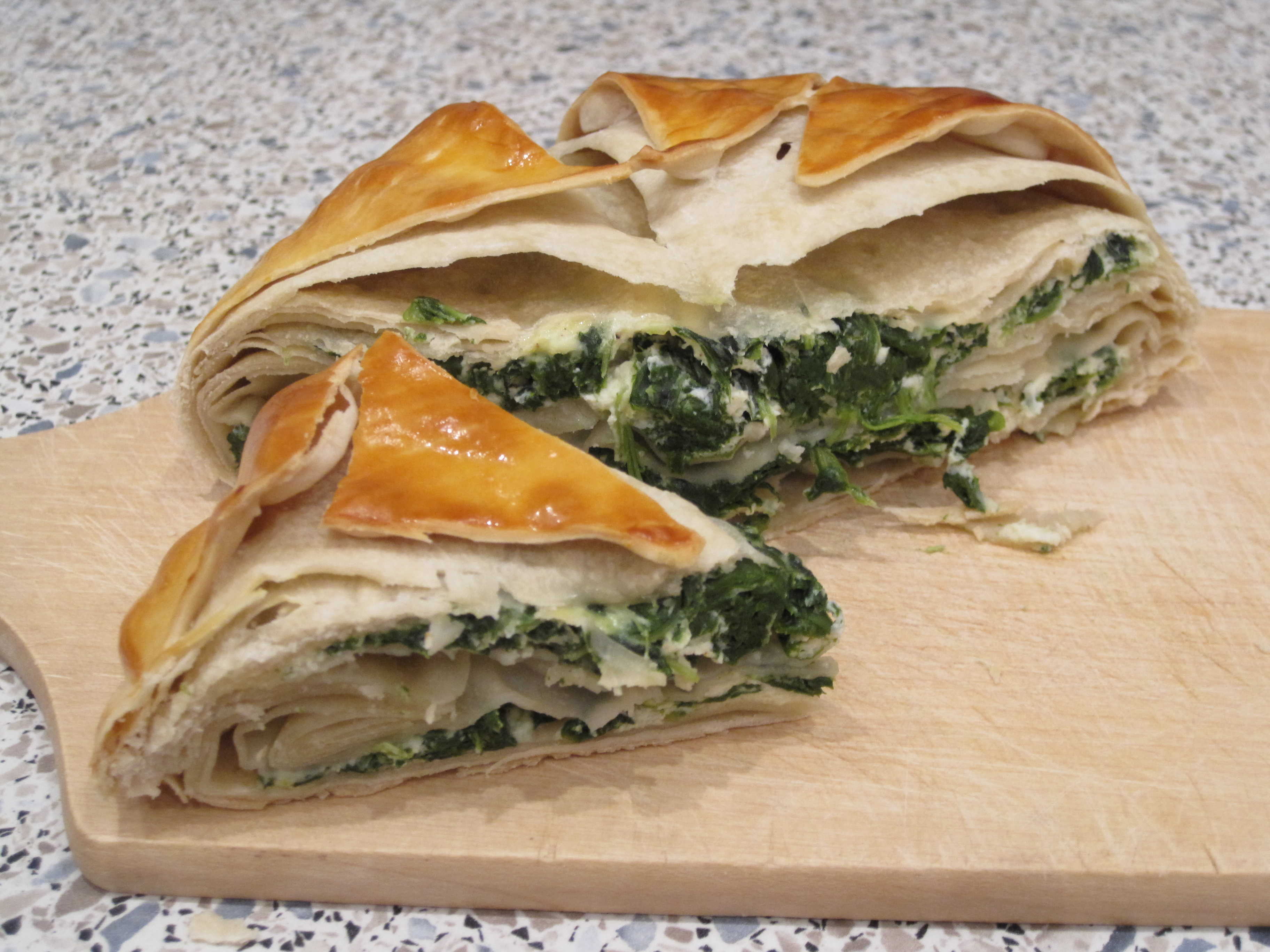
Börek cu spanac

Börek este o variantă turcească a unui sufleu sau ștrudel din aluatul numit yufka, umplut cu carne tocată, brânză de oaie, spanac sau alte legume și pătrunjel. În Balcani sunt variante de börek foarte populare sub diferite nume, cu alte tipuri de aluat sau moduri de preparare. În funcție de umplutură, este o specialitate culinară obișnuită sau festivă și este oferită și ca gustare rece.

## Variante în diferite țări din Balcani
În Balcani, börek este cunoscut sub numeroase denumiri, în mare parte similare și în multe variante:
- Albania: Byrek sau Pite (adesea umplute cu cuburi de cartofi, carne tocată, spanac sau urdă uscată și sărată)
- Macedonia de Nord: бурек
- Bosnia și Herțegovina:  Burek
- fosta Iugoslavia: Burek sau Pita
- statele succesoare ale Uniunii Sovietice: șuberec (Чебурек)

## Variantă în România
În România börek este cunoscut sub denumirea de burec sau trigon. Este o plăcintă în trei colțuri compusă din foi subțiri și umplută cu nuci ori cu migdale pisate ori și cu carne tocată.